# Temporada 1974-75 de los New York Knicks
La temporada 1974-75 fue la vigésimo novena de los New York Knicks en la NBA. La temporada regular acabó con 40 victorias y 42 derrotas, ocupando el quinto puesto de la conferencia, clasificándose para los playoffs, en los que cayeron en prinera ronda ante los Houston Rockets.

## Elecciones en elDraft
| Ronda | Puesto | Jugador      | Posición | Nacionalidad   | Universidad           |
| ----- | ------ | ------------ | -------- | -------------- | --------------------- |
| 2     | 32     | Jesse Dark   | Escolta  | Estados Unidos | Virginia Commonwealth |
| 5     | 86     | Greg Jackson | Base     | Estados Unidos | Guilford*             |

## Temporada regular
| División Atlántico | División Atlántico | División Atlántico | División Atlántico | División Atlántico | División Atlántico | División Atlántico | División Atlántico | División Atlántico |
| Equipo             | G                  | P                  | %                  | PD                 | Casa               | Fuera              | Div                |                    |
| ------------------ | ------------------ | ------------------ | ------------------ | ------------------ | ------------------ | ------------------ | ------------------ | ------------------ |
| y-Boston Celtics   | 60                 | 22                 | .732               | –                  | 28–13              | 32–9               | 17–9               |                    |
| x-Buffalo Braves   | 49                 | 33                 | .598               | 11                 | 30–11              | 19–22              | 15–11              |                    |
| x-New York Knicks  | 40                 | 42                 | .488               | 20                 | 23–18              | 17–24              | 9–17               |                    |
| Philadelphia 76ers | 34                 | 48                 | .415               | 26                 | 20–21              | 14–27              | 11–15              |                    |

## Playoffs

### Primera ronda
Houston Rockets vs. New York Knicks 
| Fecha       | Partido                                 | Ciudad     |
| ----------- | --------------------------------------- | ---------- |
| 8 de abril  | Houston Rockets 99, New York Knicks 84  | Houston    |
| 10 de abril | New York Knicks 106, Houston Rockets 96 | Nueva York |
| 12 de abril | Houston Rockets 118, New York Knicks 86 | Houston    |
|             | Houston Rockets gana las series 2-1     |            |

## Estadísticas
| Rk | Jugador         | Edad | P  | PT | MP   | TC  | TCI  | %TC  | TL  | TLI | %TL  | RO  | RD  | RT  | AS  | RB  | TAP | BP | FP  | PTS  |
| -- | --------------- | ---- | -- | -- | ---- | --- | ---- | ---- | --- | --- | ---- | --- | --- | --- | --- | --- | --- | -- | --- | ---- |
| 1  | Walt Frazier    | 29   | 78 |    | 41.1 | 8.6 | 17.8 | .483 | 4.2 | 5.1 | .828 | 1.2 | 4.8 | 6.0 | 6.1 | 2.4 | 0.2 |    | 2.6 | 21.5 |
| 2  | Earl Monroe     | 30   | 78 |    | 36.1 | 8.6 | 18.7 | .457 | 3.8 | 4.6 | .827 | 0.7 | 3.5 | 4.2 | 3.5 | 1.4 | 0.4 |    | 2.6 | 20.9 |
| 3  | Bill Bradley    | 31   | 79 |    | 35.3 | 5.7 | 13.1 | .436 | 1.8 | 2.1 | .873 | 0.8 | 2.4 | 3.2 | 3.1 | 0.9 | 0.2 |    | 3.6 | 13.3 |
| 4  | John Gianelli   | 24   | 80 |    | 35.0 | 4.3 | 9.1  | .472 | 1.7 | 2.4 | .692 | 2.7 | 5.9 | 8.6 | 2.0 | 0.5 | 1.5 |    | 3.3 | 10.3 |
| 5  | Phil Jackson    | 29   | 78 |    | 29.3 | 4.2 | 9.1  | .455 | 2.5 | 3.2 | .763 | 1.8 | 5.9 | 7.7 | 1.7 | 1.1 | 0.7 |    | 4.2 | 10.8 |
| 6  | Harthorne Wingo | 27   | 82 |    | 20.6 | 2.8 | 6.2  | .460 | 1.7 | 2.3 | .754 | 2.0 | 3.6 | 5.6 | 1.0 | 0.6 | 0.4 |    | 2.6 | 7.4  |
| 7  | Jim Barnett     | 30   | 28 |    | 19.2 | 2.5 | 6.1  | .407 | 1.5 | 1.8 | .860 | 0.5 | 1.3 | 1.8 | 1.4 | 0.4 | 0.0 |    | 1.8 | 6.5  |
| 8  | Henry Bibby     | 25   | 47 |    | 18.6 | 3.8 | 8.5  | .448 | 1.5 | 2.0 | .719 | 0.6 | 1.2 | 1.9 | 2.2 | 0.6 | 0.1 |    | 2.0 | 9.1  |
| 9  | Mel Davis       | 24   | 62 |    | 14.6 | 2.5 | 6.4  | .390 | 0.8 | 1.1 | .686 | 1.1 | 4.0 | 5.2 | 0.9 | 0.3 | 0.1 |    | 1.7 | 5.7  |
| 10 | Tom Riker       | 24   | 51 |    | 9.5  | 1.0 | 2.9  | .361 | 0.9 | 1.6 | .561 | 0.8 | 1.3 | 2.1 | 0.4 | 0.3 | 0.1 |    | 1.3 | 3.0  |
| 11 | Neal Walk       | 26   | 30 |    | 9.1  | 1.6 | 3.8  | .409 | 0.7 | 0.8 | .880 | 0.6 | 2.0 | 2.6 | 0.7 | 0.2 | 0.1 |    | 1.8 | 3.9  |
| 12 | Dennis Bell     | 23   | 52 |    | 8.9  | 1.3 | 3.5  | .376 | 0.4 | 0.7 | .556 | 0.9 | 1.1 | 2.0 | 0.5 | 0.4 | 0.2 |    | 1.0 | 3.0  |
| 13 | Jesse Dark      | 23   | 47 |    | 8.5  | 1.6 | 3.3  | .471 | 0.5 | 0.9 | .550 | 0.3 | 0.5 | 0.8 | 0.6 | 0.1 | 0.0 |    | 1.0 | 3.6  |
| 14 | Dave Stallworth | 33   | 7  |    | 8.1  | 0.7 | 2.6  | .278 | 0.0 | 0.0 |      | 0.9 | 2.0 | 2.9 | 0.3 | 0.4 | 0.4 |    | 1.4 | 1.4  |
| 15 | Howard Porter   | 26   | 17 |    | 7.8  | 0.8 | 2.1  | .361 | 0.4 | 0.5 | .778 | 0.8 | 1.5 | 2.2 | 0.1 | 0.2 | 0.1 |    | 1.0 | 1.9  |
| 16 | Greg Jackson    | 22   | 5  |    | 5.4  | 0.8 | 2.0  | .400 | 0.0 | 0.0 |      | 0.4 | 0.0 | 0.4 | 0.6 | 0.0 | 0.0 |    | 1.0 | 1.6  |

## Galardones y récords
| Jugador      | Galardón                                                             |
| Walt Frazier | Mejor quinteto de la NBA Mejor quinteto defensivo de la NBA All-Star |
| Earl Monroe  | All-Star                                                             |